# Devianz
Devianz est un groupe de rock français, originaire de Paris.

## Biographie
En septembre 2004, Guyom Pavesi, Maxime Decitre et Benoît Blin forment Devianz. En avril 2005, le groupe entre en studio au LB Lab sous la coupe de Stéphane Buriez (Loudblast). Le 21 novembre 2005, ils sortent leur premier album auto-produit, Una duna in mezzo all’oceano,. Il est mixé par Stéphane Buriez (Loudblast) au LB Lab, et masterisé par Jean-Pierre Bouquet à l’Autre Studio.
À la fin 2006, le clip du titre Eleganz est diffusé sur des chaînes câblées comme Nolife. En 2007, ils reviennent en studio pour l'enregistrement d'un maxi-CD cinq titres Les Lèvres assassines, réalisé en partenariat avec Davy Portela (Pleymo). En avril 2009, première tournée française avec Aesthesia. Le 29 avril 2009, Devianz est cité en référence musicale par le député Patrick Roy lors du débat sur la Loi Hadopi.
Entre juillet 2009 et février 2010, ils enregistrent un deuxième album. En janvier 2010, ils annoncent la participation de Vincent Cavanagh du groupe Anathema au chant et aux arrangements sur un morceau du nouvel album. Le 11 avril 2010, le morceau Soleil d'encre qui apparaitra sur le deuxième album du groupe est diffusé en exclusivité sur Ouï FM. En mai 2012, ils publient leur deuxième album À corps interrompus. Le 17 juin 2012, ils jouent au Klub, à Paris. Le 24 juin 2012, le morceau L'alchimie des sens apparait sur la nouvelle compilation du magazine Broken Balls, Broken Balls Fanzine – Compil #6.

## Média
Devianz participe à la bande originale du court-métrage Le Gendre d'Eric Sicot avec le titre Backdoor Killer. Il participe aussi à la bande originale du court métrage - NYC- de Seb Houis, avec une reprise du Shout de Tears for Fears.

## Membres

### Membres actuels
- Guyom Pavesi - chant (depuis 2004)
- Benoît Blin - guitare (depuis 2004)
- Pierre Labarbe - guitare (depuis 2006)
- Vincent Rémon - basse (depuis 2007)

### Anciens membres
- Maxime Decitre - batterie (2004–2008, 2014)
- Emmanuel Mechling - basse (2004–2006)
- Nicolas Robache - basse (2006–2007)
- Nicolas Pytel - batterie (2008–2011)
- Charles-Vincent Lefèvre - batterie (2011–2012)
- Thibault Faucher - batterie (2012–2014)